# 西武8500系電力動車組
西武8500系电力动车组（日语：／ Seibu 8500-kei densha */?）是西武铁道山口線的胶轮轨道系统列车，于1985年4月25日开始商业运营。
该系列是唯一由一条主要大手私铁拥有的胶轮轨道系统列车，其绰号为“LEO LINER”。